# Babydaddy
Scott Hoffman, znany pod pseudonimem Babydaddy (ur. 1 września 1976 w Houston) – amerykański muzyk-multiinstrumentalista, autor tekstów, klawiszowiec i gitarzysta grupy Scissor Sisters. Laureat nagrody Ivor Novello.

## Życiorys
Urodzony w rodzinie żydowskiej, większość dzieciństwa spędził w Lexington w stanie Kentucky, gdzie uczęszczał do Henry Clay High School. Studiował na Uniwersytecie Columbia.
W Lexington poznał Jake’a Shearsa, wówczas znanego jeszcze jako Jason Sellards, z którym w roku 2001 założył zespół Scissor Sisters. Hoffman i Sellards zostali jego pierwszymi członkami.
Babydaddy jest zdeklarowanym gejem.